# Interpersonell psykoterapi
Interpersonell psykoterapi (IPT) är en strukturerad form av psykoterapi som fokuserar på hur problem i mänskliga relationer bidrar till psykiska symtom, och även hur psykiska problem påverkar våra relationer till andra. IPT utmärker sig i relation till andra former av psykologisk behandling genom att huvudsakligen fokusera på relationsproblem. Grundtanken i IPT är att när en människa kan hantera relationsproblem mer konstruktivt minskar de psykiska symtomen.
Terapeuten hjälper till att ringa in orsaken till personens problem, till exempel brister i kommunikationsförmåga, konflikter med viktiga personer, ofrivillig rollförändring eller sorg, och arbetar för att finna alternativa sätt att hantera dessa situationer och problem och de svåra känslor de kan vara förknippade med.
Vid IPT träffas man ungefär en gång i veckan och behandlingen består oftast av cirka 16 sessioner, men antalet möten kan variera enligt överenskommelse.

## Källa
1. 1 2 3 4 5  ”Interpersonell terapi (IPT), kognitiv beteendeterapi (KBT) och tidsbegränsad psykodynamisk terapi (tidsbegränsad PDT) vid lindrig till medelsvår depression hos vuxna”. Statens beredning för medicinsk och social utvärdering (SBU); Swedish Agency for Health Technology Assessment and Assessment of Social Services. https://www.sbu.se/sv/publikationer/sbu-kommentar/interpersonell-terapi-ipt-kognitiv-beteendeterapi-kbt-och-tidsbegransad-psykodynamisk-terapi-tidsbegransad-pdt-vid-lindrig-till-medelsvar-depression-hos-vuxna/. Läst 13 juni 2018.